# Suzuki XL-7
Suzuki XL-7 — автомобиль, выпускаемый японской компанией Suzuki с 1998 по 2009 год. Имеет два поколения.

## Первое поколение XL-7
Первое поколение представляет собой удлинённую версию Grand Vitara первого поколения (то есть, Vitara второго поколения).
Версия для Северной Америки использовала V6 бензиновый двигатель на 2.7 литра (Н27А). Платформа заднеприводная, с опциональной возможностью подключения полного привода на короткое время. В Великобритании также предлагалась версия с дизельным двигателем на 2 литра.
Выпускались пяти и семиместные версии. Оба варианта оснащались механической КПП на 5 передач, а также 4-х и 5-и ступенчатыми АКПП.

Продажи в США оценивались на уровне до 20 тысяч в год, XL-7 был наиболее дешёвым трехрядным SUV. Получил награду Consumers Digest «Best Buy» в 2003 году как один из 5 компактных SUV.

## Второе поколение XL7
В 2006 году было представлено второе поколение, которое было построено на платформе Chevrolet Equinox первого поколения.
Использовался двигатель «GM High Feature engine».
Цифра 7 в названии автомобиля говорит о количестве пассажиров, которых автомобиль может перевозить одновременно.
Производство остановлено в мае 2009 года из-за низкого спроса и снижения поддержки со стороны GM. Продажи в 2007 и 2008 годах оценивались в 22,5 тысячи.